# روس تونغ
روس تونغ (بالإنجليزية: Ross Tong)‏ هو مجدف نيوزيلندي، ولد في 21 أبريل 1961 في وانجانوي في نيوزيلندا.

## وصلات خارجية
- روس تونغ على موقع الاتحاد الدولي للتجديف (الإنجليزية)
- روس تونغ على موقع اللجنة الأولمبية الدولية (الإنجليزية)
- روس تونغ على موقع أوليمبيديا (الإنجليزية)
- روس تونغ على موقع اللجنة الأولمبية النيوزيلندية (الإنجليزية)